# Augochloropsis catamarcensis
Augochloropsis catamarcensis là một loài Hymenoptera trong họ Halictidae. Loài này được Schrottky mô tả khoa học năm 1909.